# Пхра Має Тхораніі

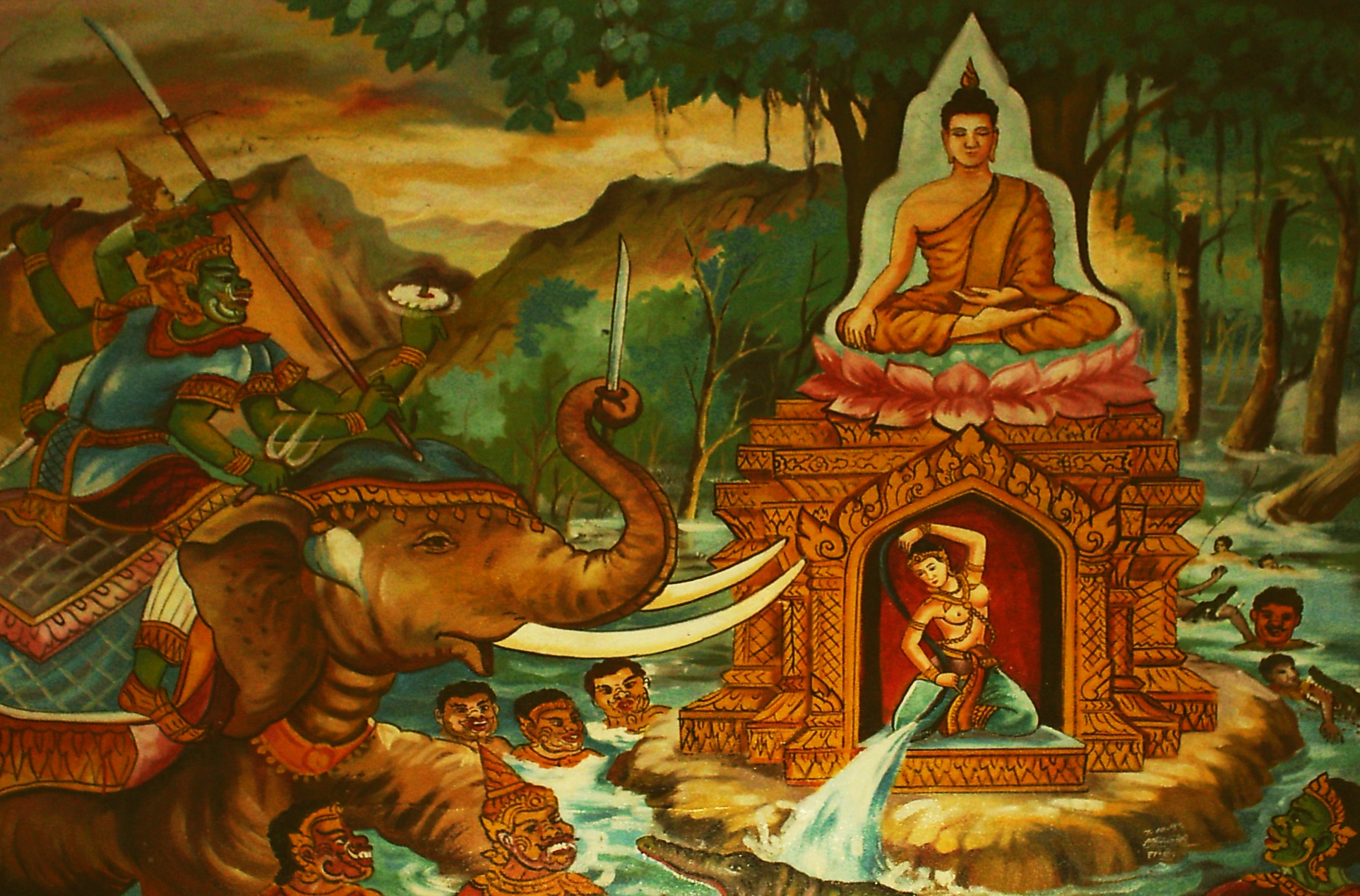
Картина у лаоському храмі, що зображує богиню в битві з демонами, щоб захистити Будду, котрий в мудрі «викликання землі в свідки».

Пхра Має Тхоранії (Мати Земля, тай. พระแม่ธรณี; інколи Васудгара або Dharaṇī) — хтонічне божество[джерело?] буддистської міфології в Тхераваді Південно-східної Азії.
Схожі Земні божества включають Пртхіві, Кшіті та Дхарані, Васудхара бодхісаттва у Ваджраяні та Бгумі деві та Прітхві в індуїзмі.

## Етимологія

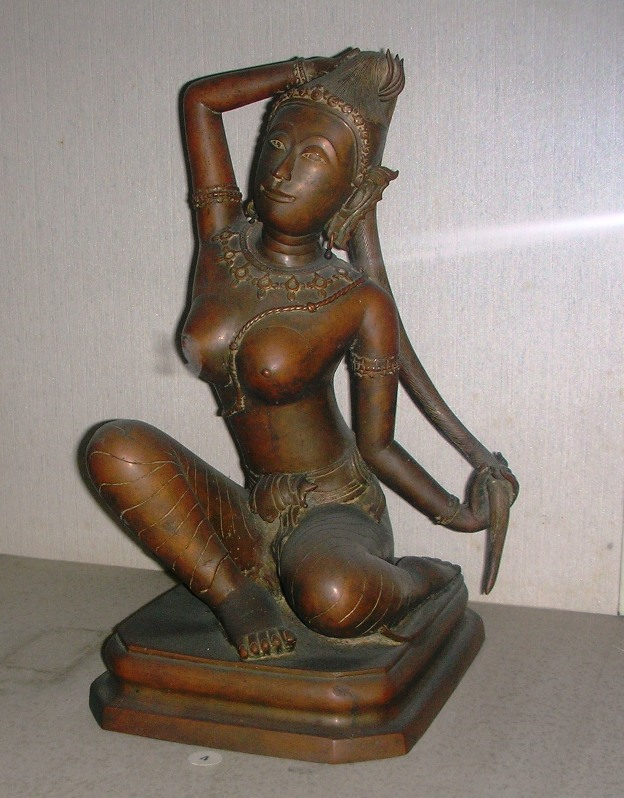
Пхра Має Тхоранії з музею в Бангкоці

Емблема тайської Демократичної партії

Назва в тайській мові походить від слова з мови палі dhāraṇī «земля», приставки, що застосовується перед іменами благородних осіб, «пхра» та «має» — мати.
У кхмерській вона називається «Прех Тхорані», бірманській — «Ватхондаре» (ဝသုန္ဒရေ).

## Символізм
Зображується у вигляді жінки, що викручує своє мокре довге волосся, поливаючи землю водою.
Згідно з легендою, що розповсюджена в Азії і описана у книзі «Pathamasambodhi», Будда медитував під деревом Ботхі, коли Мара (зле божество) спробував відволікти його від досягнення просвітлення. Мара з'явився разом з донькою і армією демонів. Будда потягнув руку вниз і торкнувся землі, викликаючи її бути свідком добрих справ і заслуг Будди. Земля з'явилася у вигляді красивої жінки, викрутивши з коси воду, вона влаштувала потоп, що змив армію Мари. Після чого Будда отримав просвітлення.
Образ богині — популярна тема для оформлення фонтанів у монастирях та садах. На фресках зображується разом з Буддою в мудрі «викликання землі в свідки».
На відміну від більшості міфологій, де божества землі є уособленням родючості, урожаю тощо, Пхра Має Тхорані є агресивним захистним божеством, що оберігає ботхісаттву і місце просвітлення від впливу демонів. В Таїланді зображення Пхра Має Тхорані використовують як популярний захисний талісман і зображується на емблемах, зокрема водоканалу у Бангкоці та тайської Демократичної партії.
У спогадах секретар Демократичної партії Соттхісанкрам згадує: «Ми погодили, що символом партії має бути фігура Пхра Має Тхорані, що викручує коси, фігура, що символізує прохолодну тінь, достаток та щастя, що йдуть від землі».
В буддистських ритуалах в М'янмі існує церемонія «яй зет ча», під час якої воду наливають у вазу крапля за краплею. Під час церемонії нібито пробуджується богиня Пхра Має Тхоранії, яку тут називають Ватхондара (ဝသုန္ဒရာ) чи Ватхондаре (ဝသုန္ဒရေ) і засвідчує хороші справи. Після цього воду виливають у землю повертаючи її богині.
Має Тхоранії зустрічається у тайському фольклорі. У сучасному Таїланді скульптури богині виконують часто декоративну функцію.